# Ług (Łomnica)
Ług – część wsi Łomnica położona w Polsce, w województwie mazowieckim, w powiecie garwolińskim, w gminie Żelechów. 
W latach 1975–1998 Ług administracyjnie należał do województwa siedleckiego.